# Cúp bóng đá Phần Lan 2016
Cúp bóng đá Phần Lan 2016 (Suomen Cup) là mùa giải thứ 62 của Cúp bóng đá Phần Lan. Có 125 câu lạc bộ tham gia giải đấu.

## Đội bóng
| Vòng đấu | Ngày thi đấu                              | Số câu lạc bộ tham gia | Số câu lạc bộ thắng từ vòng trước | Số câu lạc bộ mới vào vòng này | Giải đấu tham gia vòng này                              |
| -------- | ----------------------------------------- | ---------------------- | --------------------------------- | ------------------------------ | ------------------------------------------------------- |
| Vòng Một | 5 tháng 1 năm 2016 – 23 tháng 1 năm 2016  | 14                     | −                                 | 14                             | Kolmonen và hạng thấp hơn (14 đội)                      |
| Vòng Hai | 10 tháng 1 năm 2016 – 6 tháng 2 năm 2016  | 80                     | 7                                 | 73                             | Kolmonen và hạng thấp hơn (73 đội)                      |
| Vòng Ba  | 5 tháng 2 năm 2016 – 21 tháng 2 năm 2016  | 40                     | 40                                | –                              |                                                         |
| Vòng Bốn | 5 tháng 3 năm 2016 – 19 tháng 3 năm 2016  | 52                     | 20                                | 32                             | Kakkonen (17 đội) Ykkönen (9 đội) Veikkausliiga (6 đội) |
| Vòng Năm | 19 tháng 3 năm 2016 – 5 tháng 4 năm 2016  | 32                     | 26                                | 6                              | Veikkausliiga (6 đội)                                   |
| Vòng Sáu | 19 tháng 4 năm 2016 – 21 tháng 4 năm 2016 | 16                     | 16                                | –                              |                                                         |
| Tứ kết   | 15 tháng 6 năm 2016                       | 8                      | 8                                 | –                              |                                                         |

## Vòng Một
Có 14 đội tham gia vòng này.
| 5 tháng 1 năm 2016 | Tolsa | v        | NuPS                                                                                            | Espoo                                                |  |
| 21:05 (EET)        |       | Chi tiết | Pyyhtiä 2', 58' · Joakim 26', 39', 42' · Limnell 29', 36' · Ossian 61', 71', 74' · Lundsten 79' | Sân vận động: Esport Arena Trọng tài: Juho Luukkanen |  |

| 9 tháng 1 năm 2016 | Jäppärä | v        | Honka Academy | Espoo                                                                   |  |
| 20:00 (EET)        |         | Chi tiết | Jokela 9' · Karppinen 13' · Lutumba-Pitah 17', 19', 55' · Puhalainen 21', 35' · Lindfors 26' · Nieminen 61' · Innala 67' · Broman 68' · Londono 71', 80' | Sân vận động: Esport Arena Lượng khán giả: 30 Trọng tài: Amir Hajizadeh |  |

| 10 tháng 1 năm 2016                        | Janakkalan       | v (3–5 p)                                            | HJS Academy              | Hämeenlinna                                                                     |  |
| 20:00 (EET)                                | Suhonen 10', 45' | Chi tiết                                             | Länsimaa 2' (ph.đ.), 28' | Sân vận động: Säästöpankki-Areena Lượng khán giả: 88 Trọng tài: Teemu Pylkkänen |  |
|                                            |                  | Loạt sút luân lưu                                    |                          |                                                                                 |  |
| Kinnunen · Paloposki · Jortikka · Rantanen |                  | Latvanen · Kalervo · Länsimaa · Riihimäki · Joenmäki |                          |                                                                                 |  |

| 16 tháng 1 năm 2016 | Gnistan/Ogeli                                | v        | HIFK/4    | Helsinki                                                            |  |
| 09:30 (EET)         | Pitkänen 12' (ph.đ.) · Selin 25' · Tuomi 39' | Chi tiết | Aakko 59' | Sân vận động: Tali halli Lượng khán giả: 18 Trọng tài: Kari Mantere |  |

| 17 tháng 1 năm 2016 | SUMU/Sob     | v        | LPS                               | Helsinki                                                              |  |
| 20:00 (EET)         | Tiusanen 75' | Chi tiết | Hänninen 8' · Huhanantti 24', 62' | Sân vận động: Tali halli Lượng khán giả: 50 Trọng tài: Jonathan Mainz |  |

| 23 tháng 1 năm 2016                          | ToTe | v (4–2 p)                              | Töölön Taisto | Helsinki                                                           |  |
| 18:45 (EET)                                  |      | Chi tiết                               |               | Sân vận động: Tali halli Lượng khán giả: 50 Trọng tài: Janne Juote |  |
|                                              |      | Loạt sút luân lưu                      |               |                                                                    |  |
| Gylling · Peter · Lehtonen · Jantunen · Muse |      | Aardemäe · Ahola · Lassila · Laakkonen |               |                                                                    |  |

| 23 tháng 1 năm 2016                            | PaiHa | v (1–3 p)                   | Peimari United | Paimio                                                              |  |
| 18:45 (EET)                                    |       | Chi tiết                    |                | Sân vận động: Paimio KHT Lượng khán giả: 178 Trọng tài: Joni Hyytiä |  |
|                                                |       | Loạt sút luân lưu           |                |                                                                     |  |
| Kytösaho · Sarparanta · Laaksonen · Lähderinne |       | Adimar · Ju · Habte · Laine |                |                                                                     |  |

## Vòng Hai
80 đội played in the second round.
| 10 tháng 1 năm 2016 | JoPS                                              | v        | JIPPO                                                                | Joensuu                                                                 |  |
| 12:00 (EET)         | Ruisniemi 26' · Kortelainen 50' · Ekroos 54', 79' | Chi tiết | Tolvanen 2' · Koistinen 20', 80+1' · Mokhông cón 33' · Kuosmanen 39' | Sân vận động: Joensuu Areena Lượng khán giả: 270 Trọng tài: Ilpo Simone |  |

| 10 tháng 1 năm 2016                                                             | SC Riverball                  | v (s.h.p.) (7–6 p)                                                            | FC Villiketut                    | Joensuu                                                |  |
| 21:15 (EET)                                                                     | Nevalainen 32' · Naakka 80+5' | Chi tiết                                                                      | Ala-Porkkunen 17' · Tammelin 72' | Sân vận động: Joensuu Areena Trọng tài: Hannu Kettunen |  |
|                                                                                 |                               | Loạt sút luân lưu                                                             |                                  |                                                        |  |
| Pirskanen · Nevalainen · Savolainen · Mokhông cón · Naakka · Kareinen · Saarela |                               | Ala-Porkkunen · Huvila · Rautamies · Tammelin · Purokuru · Tiilikka · Ervasti |                                  |                                                        |  |

| 13 tháng 1 năm 2016                        | JoKi | v (3–5 p)                                           | Korso United | Tuusula                                                               |  |
| 20:00 (EET)                                |      | Chi tiết                                            |              | Sân vận động: Jokelan TN Lượng khán giả: 30 Trọng tài: Jarno Eväkoski |  |
|                                            |      | Loạt sút luân lưu                                   |              |                                                                       |  |
| Palonen · Kyander · Aaltonen · Lappalainen |      | Hopia · Nousiainen · Tiiperi · Kauppala · Kuoremäki |              |                                                                       |  |

| 16 tháng 1 năm 2016 | SUMU | v        | PPJ            | Helsinki                                                              |  |
| 17:15 (EET)         |      | Chi tiết | Kemppainen 22' | Sân vận động: Tali halli Lượng khán giả: 30 Trọng tài: Markus Lehtola |  |

| 16 tháng 1 năm 2016 | Aztecas     | v        | Kontu                        | Helsinki                                                           |  |
| 19:00 (EET)         | Enayati 70' | Chi tiết | Tukiainen 2', 16' · Ilola 9' | Sân vận động: Tali halli Lượng khán giả: 80 Trọng tài: Kari Aaltio |  |

| 17 tháng 1 năm 2016 | Inter 2 | v        | P-Iirot                                                      | Turku                                                                |  |
| 18:00 (EET)         |         | Chi tiết | Valtanen 5' · Patola 8', 59', 73' · Kuusio 23' · Marchiș 25' | Sân vận động: Kupittaa 5 KHT Lượng khán giả: 21 Trọng tài: Sami Lamp |  |

| 17 tháng 1 năm 2016 | LaPa | v        | KUMU Edustus                                        | Imatra                                                                 |  |
| 18:00 (EET)         |      | Chi tiết | Behm 17' · Inkilä 56' · Mäkinen 66' · Piirala 80+4' | Sân vận động: Aviasport Areena Lượng khán giả: 12 Trọng tài: Sauli Bai |  |

| 17 tháng 1 năm 2016 | NePa | v        | Härmä                                  | Tampere                                             |  |
| 18:00 (EET)         |      | Chi tiết | Thusberg 24' · Ekholm 50' · Mäkelä 63' | Sân vận động: Pirkkahalli C Trọng tài: Atte Jussila |  |

| 19 tháng 1 năm 2016                             | NuPS         | v (s.h.p.) (4–2 p)                             | PKKU        | Vihti                                                                 |  |
| 20:00 (EET)                                     | Lundsten 70' | Chi tiết                                       | Olander 56' | Sân vận động: Ratapuisto TN Lượng khán giả: 40 Trọng tài: Gezim Arifi |  |
|                                                 |              | Loạt sút luân lưu                              |             |                                                                       |  |
| Julie · Mahlio · Järvensivu · Kokkila · Kaalamo |              | Bergman · Velakoski · Haapalainen · Puljujärvi |             |                                                                       |  |

| 22 tháng 1 năm 2016 | Tervarit-j/JuPa                                      | v        | OuTa | Oulu                                                                   |  |
| 20:00 (EET)         | Lilleberg 18' · Viitajylhä 22', 73' · Komulainen 36' | Chi tiết |      | Sân vận động: Heinäpää PH TN Lượng khán giả: 52 Trọng tài: Jani Kivelä |  |

| 23 tháng 1 năm 2016                                                                        | TuPS/Skavaboys | v (7–8 p)                                                                            | Pelikaani       | Tuusula                                                               |  |
| 12:00 (EET)                                                                                | Nygård 38'     | Chi tiết                                                                             | J. Pätäri 80+1' | Sân vận động: Tuusula UK TN Lượng khán giả: 15 Trọng tài: Kadir Kosar |  |
|                                                                                            |                | Loạt sút luân lưu                                                                    |                 |                                                                       |  |
| Jo. Kahila · Je. Kahila · Sipiläinen · Ju. Anttila · Jo. Anttila · Iivari · Ahonen · Rikka |                | Kallio · Harainen · Vilen · J. Pätäri · T. Pätäri · Porokuokka · Kaverinen · Kylmälä |                 |                                                                       |  |

| 23 tháng 1 năm 2016                                     | HauPa | v (4–3 p)                                            | SoPa | Oulu                                                    |  |
| 13:30 (EET)                                             |       | Chi tiết                                             |      | Sân vận động: Heinäpää PH TN Trọng tài: Ben Ameur Ghazi |  |
|                                                         |       | Loạt sút luân lưu                                    |      |                                                         |  |
| Tuominen · Paldan · Kovalainen · Isokangas · Autioniemi |       | Uusitalo · Pettersson · Suopanki · Lindholm · Apukka |      |                                                         |  |

| 23 tháng 1 năm 2016 | AKT | v        | MynPa                                             | Turku                                                  |  |
| 20:00 (EET)         |     | Chi tiết | Havia 13' · Termaat 17' · Kivilä 51' · Sainio 75' | Sân vận động: Kupittaa 5 KHT Trọng tài: Marios Steliou |  |

| 23 tháng 1 năm 2016                                | JFC                   | v (5–3 p)                          | SUMU-77    | Helsinki                                          |  |
| 20:15 (EET)                                        | Miettinen 67' (ph.đ.) | Chi tiết                           | Bright 35' | Sân vận động: Tali halli TN Trọng tài: Esa Kallio |  |
|                                                    |                       | Loạt sút luân lưu                  |            |                                                   |  |
| Törmälä · Eskelinen · Miettinen · Salo · Minkkinen |                       | Adams · Jääskeläinen · Strömberg · |            |                                                   |  |

| 24 tháng 1 năm 2016 | Kasiysi | v        | HooGee                                   | Espoo                                                                  |  |
| 14:00 (EET)         |         | Chi tiết | Lindfors 11' · Huttunen 13' · Nykopp 18' | Sân vận động: Laaksolahti TN Lượng khán giả: 10 Trọng tài: Gezim Arifi |  |

| 24 tháng 1 năm 2016 | Sääripotku     | v        | JBK                                                         | Kokkola                                                                 |  |
| 18:00 (EET)         | Välikangas 21' | Chi tiết | Särkiniemi 29', 30' · Häggblom 65' (ph.đ.), 78' · Sumit 71' | Sân vận động: Kippari Hall Lượng khán giả: 70 Trọng tài: Pasi Tuurinmaa |  |

| 24 tháng 1 năm 2016 | HJK/Lsalo    | v        | Atletico Malmi | Helsinki                                                                      |  |
| 20:00 (EET)         | Grönlund 30' | Chi tiết | Jukka 25', 34' · Ketonen 29' · Mattsson 33' (ph.đ.) · Okomoh 49' · Huupponen 70' · Säynätkari 79' · Ketonen 80' (ph.đ.) | Sân vận động: Tali halli TN Lượng khán giả: 30 Trọng tài: Vesa-Pekka Peltonen |  |

| 26 tháng 1 năm 2016 | Honka Academy                                             | v        | SibboV          | Espoo                                                                          |  |
| 20:15 (EET)         | Maarno 28' · Lutumba-Pitah 14' · Yassin 53' · Londono 60' | Chi tiết | Brunou 11', 31' | Sân vận động: Laaksolahti halli TN Lượng khán giả: 69 Trọng tài: Peiman Simani |  |

| 28 tháng 1 năm 2016 | NJS                                                                          | v        | HyPS | Nurmijärvi                                                             |  |
| 19:00 (EET)         | Kilpeläinen 1', 18' · Murtomaa 14' (ph.đ.), 40' (ph.đ.), 76' · Järvenpää 61' | Chi tiết |      | Sân vận động: Klaukkala 1 TN Lượng khán giả: 80 Trọng tài: Gezim Arifi |  |

| 28 tháng 1 năm 2016 | Legirus Inter | v        | TuPS      | Vantaa                                                                 |  |
| 20:00 (EET)         | Honkanen 11' (l.n.) · Cózar 19' (ph.đ.) · Ravi 21' (l.n.) · Heikkilä 36' · Jegor 57', 74' · Safiyari 80' (ph.đ.) · Ojeda 80+2' | Chi tiết | Närhi 55' | Sân vận động: Kalmuuri TN Lượng khán giả: 100 Trọng tài: Peiman Simani |  |

| 28 tháng 1 năm 2016 | Kuopion Elo                                        | v        | LehPa-77 | Kuopio                                                                            |  |
| 20:30 (EET)         | Räsänen 9' · Sallinen 54' (l.n.) · Pentikäinen 56' | Chi tiết |          | Sân vận động: Kuopion kuplahalli Lượng khán giả: 23 Trọng tài: Mikko Saastamoinen |  |

| 28 tháng 1 năm 2016 | HAlku | v        | RiPS                                      | Sipoo                                                  |  |
| 20:30 (EET)         |       | Chi tiết | Eskolin 12', 51' · Palomäki 28', 59', 77' | Sân vận động: Söderkullan TN Trọng tài: Ossi Korvenaho |  |

| 29 tháng 1 năm 2016 | OTP                  | v        | Takinkääntäjät | Oulu                                                                              |  |
| 18:15 (EET)         | Deng 43' · Knape 58' | Chi tiết |                | Sân vận động: Heinäpään jalkapallohalli Lượng khán giả: 130 Trọng tài: Atte Räinä |  |

| 29 tháng 1 năm 2016 | SJK-j Apollo                        | v        | SIF                        | Seinäjoki                                                                     |  |
| 18:30 (EET)         | Muurimäki 47', 73' · Nikupeteri 57' | Chi tiết | Söderlund 67' · Karv 80+1' | Sân vận động: WallSport-Areena Lượng khán giả: 140 Trọng tài: Pauli Hietamäki |  |

| 29 tháng 1 năm 2016 | PEKA                                      | v        | Peltirumpu         | Kotka                                                                          |  |
| 19:00 (EET)         | Oksanen 23' · Mudahemuka 32' · Raanti 42' | Chi tiết | Räikkönen 12', 58' | Sân vận động: Kotka urheiluhalli TN Lượng khán giả: 68 Trọng tài: Kari Vantola |  |

| 29 tháng 1 năm 2016 | SC Wolves                   | v        | Boda        | Hämeenlinna                                                              |  |
| 19:30 (EET)         | Masalin 1', 9' · Hilden 36' | Chi tiết | Lindroos 4' | Sân vận động: Pulleri tekonurmi Lượng khán giả: 30 Trọng tài: Niko Mättö |  |

| 29 tháng 1 năm 2016 | Kiisto                              | v        | KPS                         | Vaasa                                                              |  |
| 19:30 (EET)         | Lombo 14' · Nyman 51' · Joensuu 64' | Chi tiết | Hämäläinen 3' · Kivinen 80' | Sân vận động: Botniahalli Lượng khán giả: 50 Trọng tài: Suad Lulic |  |

| 29 tháng 1 năm 2016 | PPJ/Taalerit | v        | PEF                     | Helsinki                                                                 |  |
| 20:30 (EET)         |              | Chi tiết | Ahola 38' · Hyötylä 78' | Sân vận động: Tali halli TN Lượng khán giả: 4 Trọng tài: Eemeli Könkkölä |  |

| 30 tháng 1 năm 2016 | Tampere United                                        | v        | TP-T                         | Tampere                                                                 |  |
| 11:00 (EET)         | Saari 9' · Lehti 24' · Koljonen 52', 55' · Alanen 70' | Chi tiết | Lekkermäki 21' · Hakanen 25' | Sân vận động: Pirkkahalli C Lượng khán giả: 368 Trọng tài: Atte Jussila |  |

| 30 tháng 1 năm 2016 | HJS Academy                                                    | v        | FJK | Hämeenlinna                                                                   |  |
| 15:00 (EET)         | Länsimaa 23', 47', 56' · Huhtapelto 68', 75' · Suomalainen 71' | Chi tiết |     | Sân vận động: Pulleri tekonurmi Lượng khán giả: 94 Trọng tài: Teemu Pylkkänen |  |

| 30 tháng 1 năm 2016 | Kasiysi/Rocky                      | v        | FC Pato       | Espoo                                                                  |  |
| 16:00 (EET)         | Ruotsalainen 23', 44' · Arvola 28' | Chi tiết | Vanhatalo 41' | Sân vận động: Laaksolahti TN Lượng khán giả: 25 Trọng tài: Kadir Kosar |  |

| 30 tháng 1 năm 2016 | ToTe                       | v        | HIFK/3 | Helsinki                                                                |  |
| 18:00 (EET)         | Reitala 15' · Lindfors 73' | Chi tiết |        | Sân vận động: Töölö PK 6 TN Lượng khán giả: 20 Trọng tài: Soran Enayati |  |

| 30 tháng 1 năm 2016 | NJS/2       | v        | LoPa                         | Vihti                                                                        |  |
| 18:15 (EET)         | Jussila 40' | Chi tiết | Ruokonen 7', 56' · Harja 43' | Sân vận động: Ratapuisto halli Lượng khán giả: 65 Trọng tài: Antti Ranta-Aho |  |

| 30 tháng 1 năm 2016                           | Harjun Potku            | v (s.h.p.) (3–4 p)                           | Ilves 2                             | Jyväskylä                                                              |  |
| 20:00 (EET)                                   | Kivelä 17', 80' (ph.đ.) | Chi tiết                                     | Nummela 51' · Raittinen 56' (ph.đ.) | Sân vận động: Vehkahalli Lượng khán giả: 42 Trọng tài: Ville Minkkinen |  |
|                                               |                         | Loạt sút luân lưu                            |                                     |                                                                        |  |
| Malinen · Piippa · Komppa · Kivelä · Peitsaho |                         | Raittinen · Stark · Ahonpää · Nummela · Sola |                                     |                                                                        |  |

| 30 tháng 1 năm 2016 | CLE         | v        | Töölön Vesa       | Helsinki                                                                |  |
| 20:00 (EET)         | Enckell 42' | Chi tiết | Leppänen 10', 39' | Sân vận động: Tali halli TN Lượng khán giả: 35 Trọng tài: Tuomas Määttä |  |

| 31 tháng 1 năm 2016 | KelA          | v        | I-HK                                           | Vantaa                                                              |  |
| 15:30 (EET)         | Sundström 56' | Chi tiết | Tallqvist 13' (ph.đ.) · Maaranen 80+3' (ph.đ.) | Sân vận động: Kalmuuri TN Lượng khán giả: 30 Trọng tài: Gezim Arifi |  |

| 31 tháng 1 năm 2016 | LPS                         | v        | HPS        | Helsinki                                              |  |
| 19:30 (EET)         | Rihtniemi 35' · Laitila 74' | Chi tiết | Basili 37' | Sân vận động: Töölö PK 6 TN Trọng tài: Johan Staffans |  |

| 31 tháng 1 năm 2016 | Gnistan/Ogeli                                   | v        | Gnistan/2               | Helsinki                                                              |  |
| 20:00 (EET)         | Forsen 14', 27' · Laitinen 19' · Pitkänen 40+2' | Chi tiết | Häyrynen 9' · Murto 60' | Sân vận động: Oulunkylä TN Lượng khán giả: 4 Trọng tài: Toni Mustonen |  |

| 31 tháng 1 năm 2016 | SexyPöxyt | v        | EPS                                                                | Espoo                                           |  |
| 20:00 (EET)         |           | Chi tiết | Palmroos 34' · Jalonen 38', 42' (ph.đ.) · Hollmen 57' · Barkat 70' | Sân vận động: Laaksolahti TN Lượng khán giả: 64 |  |

| 6 tháng 2 năm 2016 | Peimari United | v        | JIK |  |
|                    |                | Chi tiết |     |  |

## Vòng Ba
40 đội played in the third round.
| 5 tháng 2 năm 2016 | JIPPO                             | v        | SC Riverball | Joensuu                                                                    |  |
| 17:00 (EET)        | Vainikainen 26' · Hallikainen 43' | Chi tiết |              | Sân vận động: Joensuu Areena Lượng khán giả: 324 Trọng tài: Hannu Kettunen |  |

| 6 tháng 2 năm 2016 | Pelikaani | v        | Korso United                                                                                              | Tuusula                                                              |  |
| 16:00 (EET)        |           | Chi tiết | Kuoremäki 3' · Pätäri 35' (l.n.) · Lappalainen 44', 55' · Hopia 49' · Savolainen 65', 76' · Johansson 72' | Sân vận động: Jokelan TN Lượng khán giả: 50 Trọng tài: Mick Grönroos |  |

| 10 tháng 2 năm 2016 | HooGee/2      | v (2–4 p) | Honka Academy | Espoo                                                                      |  |
| 19:00 (EET)         | Blomqvist 43' | Chi tiết  | Räsänen 46'   | Sân vận động: Matinkylä TN Lượng khán giả: 30 Trọng tài: Tuukka Hannukkala |  |

| 11 tháng 2 năm 2016 | NJS | v        | Kontu              | Nurmijärvi                                                               |  |
| 19:00 (EET)         |     | Chi tiết | Tolppa 29' (ph.đ.) | Sân vận động: Klaukkala 1 TN Lượng khán giả: 70 Trọng tài: Peiman Simani |  |

| 11 tháng 2 năm 2016 | KUMU Edustus                    | v        | RiPS                                                                   | Kouvola                                                                      |  |
| 20:30 (EET)         | Inkilä 40' (ph.đ.), 73' (ph.đ.) | Chi tiết | Valtteri 4' · Saikkonen 22', 68' · Palomäki 33' · Parjanen 56' (ph.đ.) | Sân vận động: Sami Hyypiä Areena Lượng khán giả: 50 Trọng tài: Niko Hänninen |  |

| 13 tháng 2 năm 2016 | Härmä                      | v        | Ilves 2     | Hämeenlinna                                                                  |  |
| 17:15 (EET)         | Thusberg 6' · Lindroos 22' | Chi tiết | Järvelä 20' | Sân vận động: Pulleri tekonurmi Lượng khán giả: 62 Trọng tài: Juuso Vuorinen |  |

| 18 tháng 2 năm 2016 | PEF              | v        | NuPS                    | Vihti                                              |  |
| 19:00 (EET)         | Syväoja 24', 31' | Chi tiết | Koivulahti 7', 14', 22' | Sân vận động: Ratapuisto TN Trọng tài: Gezim Arifi |  |

| 18 tháng 2 năm 2016 | Legirus Inter                                                                 | v        | LPS | Vantaa                                                                    |  |
| 20:00 (EET)         | Heikkilä 3', 40', 49' · Ojeda 7' · Kibona 27', 37' · Subirats 47' · Cózar 78' | Chi tiết |     | Sân vận động: Kalmuuri TN Lượng khán giả: 50 Trọng tài: Tuukka Hannukkala |  |

| 19 tháng 2 năm 2016 | SC Wolves  | v        | MynPa | Paimio                                                                 |  |
| 19:30 (EET)         | Vainio 64' | Chi tiết |       | Sân vận động: Paimio KHT Lượng khán giả: 15 Trọng tài: Aleksi Makkonen |  |

| 19 tháng 2 năm 2016 | SJK-j Apollo | v        | JBK                       | Seinäjoki                                                                     |  |
| 20:00 (EET)         |              | Chi tiết | Knuts 30' · Strömbäck 80' | Sân vận động: WallSport-Areena Lượng khán giả: 105 Trọng tài: Kevin Östergård |  |

| 19 tháng 2 năm 2016 | JFC | v        | Töölön Vesa                 | Helsinki                    |  |
| 21:00 (EET)         |     | Chi tiết | Rahko 58' · Malmström 80+5' | Sân vận động: Tali halli TN |  |

| 19 tháng 2 năm 2016 | HauPa | v (2–3 p) | OTP | Oulu                                                                        |  |
| 21:00 (EET)         |       | Chi tiết  |     | Sân vận động: Heinäpää PH TN Lượng khán giả: 200 Trọng tài: Pietu Niinimäki |  |

| 20 tháng 2 năm 2016 | Gnistan/Ogeli          | v        | EPS                            | Helsinki                                                                 |  |
| 11:00 (EET)         | Forsen 10' · Selin 22' | Chi tiết | Hollmen 30' · Jalonen 51', 64' | Sân vận động: Oulunkylä TN Lượng khán giả: 45 Trọng tài: Larbi Boughdiri |  |

| 20 tháng 2 năm 2016 | Tervarit-j/JuPa | v        | Kiisto               | Oulu                                                                   |  |
| 16:00 (EET)         |                 | Chi tiết | Lombo 66' · Ruin 80' | Sân vận động: Heinäpää PH TN Lượng khán giả: 80 Trọng tài: Esa Suoyrjö |  |

| 20 tháng 2 năm 2016                          | HJS Academy          | v (3–5 p)                                       | Tampere United | Hämeenlinna                                                                   |  |
| 18:00 (EET)                                  | Länsimaa 25' (ph.đ.) | Chi tiết                                        | Saari 64'      | Sân vận động: Pulleri tekonurmi Lượng khán giả: 250 Trọng tài: Juuso Vuorinen |  |
|                                              |                      | Loạt sút luân lưu                               |                |                                                                               |  |
| Suomalainen · Kalervo · Länsimaa · Riihimäki |                      | Saari · Uimonen · Popovitch · Kytöviita · Rasva |                |                                                                               |  |

| 20 tháng 2 năm 2016 | LoPa                                        | v        | PPJ          | Vihti                                                                |  |
| 19:45 (EET)         | Talvasto 53' · Ruokonen 57' · Vuorela 80+2' | Chi tiết | Koivisto 77' | Sân vận động: Ratapuisto TN Lượng khán giả: 25 Trọng tài: Sami Katko |  |

| 21 tháng 2 năm 2016 | Peimari United | v        | P-Iirot                                               | Paimio                                                                 |  |
| 14:00 (EET)         | Salonico 14'   | Chi tiết | Patola 25' (ph.đ.) · Valtanen 51' · Ojanen 65', 80+3' | Sân vận động: Paimio KHT Lượng khán giả: 70 Trọng tài: Ville Käldström |  |

| 21 tháng 2 năm 2016 | Kasiysi/Rocky            | v        | Atletico Malmi             | Espoo                                                                  |  |
| 14:30 (EET)         | Ruotsalainen 68' (ph.đ.) | Chi tiết | Tenkanen 26' · Ketonen 38' | Sân vận động: Laaksolahti TN Lượng khán giả: 45 Trọng tài: Kadir Kosar |  |

| 21 tháng 2 năm 2016 | ToTe                                    | v        | I-HK         | Helsinki                                                                  |  |
| 16:15 (EET)         | Lehtonen 45' · Komu 80' · Reitala 80+3' | Chi tiết | Lehtinen 25' | Sân vận động: Tali halli TN Lượng khán giả: 120 Trọng tài: Joona Manninen |  |

| 21 tháng 2 năm 2016 | Kuopion Elo | v        | PeKa                                          | Kuopio                                                                    |  |
| 18:30 (EET)         |             | Chi tiết | Nykänen 35' (ph.đ.) · Liski 43' · Oksanen 70' | Sân vận động: Kuopion kuplahalli Lượng khán giả: 20 Trọng tài: Matti Roth |  |

## Vòng Bốn
52 đội played in the fourth round.
| 5 tháng 3 năm 2016 | NuPS | v        | HIFK                                                                 | Vihti                                                                         |  |
| 12:30 (EET)        |      | Chi tiết | Korhonen 9', 43' · Peltonen 10' · Jurvainen 14', 39' · Salmikivi 21' | Sân vận động: Kuoppanummen nurmi Lượng khán giả: 400 Trọng tài: Dennis Antamo |  |

| 5 tháng 3 năm 2016 | P-Iirot                                                | v        | Härmä        | Rauma                                                                       |  |
| 14:00 (EET)        | Patola 8', 48', 52' (ph.đ.) · Pertola 79' · Kuusio 83' | Chi tiết | Ramadani 28' | Sân vận động: Äijänsuo Stadium Lượng khán giả: 120 Trọng tài: Saku Peltonen |  |

| 5 tháng 3 năm 2016 | AC Oulu | v        | FF Jaro                               | Oulu                                                                    |  |
| 14:00 (EET)        |         | Chi tiết | Eremenko 11' · Soto 12' · Morín 90+1' | Sân vận động: Heinäpää PH TN Lượng khán giả: 366 Trọng tài: Esa Suoyrjö |  |

| 6 tháng 3 năm 2016 | Tampere United | v (s.h.p.) | TPS                                                          | Tampere                                                                 |  |
| 18:15 (EET)        |                | Chi tiết   | Sjöroos 104' · Blomqvist 110' · Rähmönen 117' · Mettälä 120' | Sân vận động: Pirkkahalli C Lượng khán giả: 441 Trọng tài: Atte Jussila |  |

| 6 tháng 3 năm 2016 | ToTe | v        | JäPS                          | Helsinki                                                                  |  |
| 20:00 (EET)        |      | Chi tiết | Lähde 55' · Partonen 62', 80' | Sân vận động: Tali halli Lượng khán giả: 100 Trọng tài: Oskari Hämäläinen |  |

| 8 tháng 3 năm 2016                            | EPS              | v (s.h.p.) (1–3 p)                         | Honka Academy             | Espoo                                                                       |  |
| 20:00 (EET)                                   | Hollmen 53', 74' | Chi tiết                                   | Hirvonen 37' · Maarno 45' | Sân vận động: Espoonlahti 2 TN Lượng khán giả: 200 Trọng tài: Haus Fathulla |  |
|                                               |                  | Loạt sút luân lưu                          |                           |                                                                             |  |
| Leikhông cón · Luhtanen · Hollmen · Haverinen |                  | Räsänen · Lindfors · Nieminen · Lehtovuori |                           |                                                                             |  |

| 11 tháng 3 năm 2016 | JIPPO                                        | v        | PeKa         | Joensuu                                                                   |  |
| 20:00 (EET)         | Tolvanen 45' · Sormunen 52' · Pussinen 90+3' | Chi tiết | Balkiran 49' | Sân vận động: Joensuu Arena Lượng khán giả: 384 Trọng tài: Hannu Kettunen |  |

| 11 tháng 3 năm 2016 | Korso United | v        | JJK                                                                          | Vantaa                                                                      |  |
| 20:00 (EET)         |              | Chi tiết | Järvinen 11' · Abahassine 22' · Lähitie 27' · Manninen 50' · Tahvanainen 73' | Sân vận động: Tikkurila TN Lượng khán giả: 220 Trọng tài: Tuukka Hannukkala |  |

| 12 tháng 3 năm 2016 | SalPa | v        | Ilves           | Salo                                                                           |  |
| 13:15 (EET)         |       | Chi tiết | Hilska 80', 85' | Sân vận động: Salon Urheilupuisto Lượng khán giả: 283 Trọng tài: Pouria Notash |  |

| 12 tháng 3 năm 2016 | JBK          | v        | AC Kajaani                                                             | Jakobstad                                                               |  |
| 13:45 (EET)         | Remesaho 88' | Chi tiết | Hajizadeh 33' · Joksts 36' (ph.đ.) · Ibiyomi 47', 80' · Lahnalakso 62' | Sân vận động: Tellushallen Lượng khán giả: 102 Trọng tài: Jockum Nygård |  |

| 12 tháng 3 năm 2016 | FC Espoo | v        | FC Jazz                                   | Espoo                                                                        |  |
| 15:00 (EET)         |          | Chi tiết | Välilä 54' · Koskinen 81' · Riihimäki 86' | Sân vận động: Espoonlahti 1 TN Lượng khán giả: 109 Trọng tài: Juho Luukkanen |  |

| 12 tháng 3 năm 2016 | Atletico Malmi | v        | Gnistan | Helsinki                                                               |  |
| 16:00 (EET)         | Ketonen 18'    | Chi tiết |         | Sân vận động: Tapanila TN Lượng khán giả: 255 Trọng tài: Tommi Grönman |  |

| 12 tháng 3 năm 2016 | SC Wolves | v        | MuSa                         | Paimio                                                                |  |
| 16:00 (EET)         |           | Chi tiết | Vainionpää 25' · Rostedt 81' | Sân vận động: Paimio KHT Lượng khán giả: 69 Trọng tài: Samuli Stenman |  |

| 12 tháng 3 năm 2016 | OTP              | v        | Närpes Kraft              | Oulu                                                                             |  |
| 16:30 (EET)         | Dziadulewicz 11' | Chi tiết | Mujkić 37' · Granfors 84' | Sân vận động: Heinäpään jalkapallohalli Lượng khán giả: 80 Trọng tài: Atte Räinä |  |

| 12 tháng 3 năm 2016 | RiPS | v        | Lahti Akatemia                                                                                | Hyvinkää                                                             |  |
| 17:00 (EET)         |      | Chi tiết | Saastamoinen 11', 56' · Hyvönen 35', 86' · Tanskanen 67' · Sadik 75' · Köse 78' · Camacho 82' | Sân vận động: Kankurin TN Lượng khán giả: 150 Trọng tài: Gezim Arifi |  |

| 12 tháng 3 năm 2016 | FC Åland    | v        | Inter Turku                                  | Eckerö                                                                    |  |
| 19:00 (EET)         | Amani 90+2' | Chi tiết | Gnabouyou 22' · Duah 28', 40' · Salminen 90' | Sân vận động: Eckeröhallen Lượng khán giả: 150 Trọng tài: Daniel Melander |  |

| 12 tháng 3 năm 2016 | Kontu         | v        | KäPa                                                  | Helsinki                                                                |  |
| 20:00 (EET)         | Miettinen 79' | Chi tiết | Mäkinen 42' · Tainio 45+1' (ph.đ.) · Akbar 82', 90+3' | Sân vận động: Tali halli TN Lượng khán giả: 157 Trọng tài: Topias Tuira |  |

| 13 tháng 3 năm 2016 | GBK          | v        | PS Kemi                     | Kokkola                                                                  |  |
| 15:30 (EET)         | Carlsson 43' | Chi tiết | Ions 47', 67' · Jovović 82' | Sân vận động: Kippari Hall Lượng khán giả: 201 Trọng tài: Daniel Enkvist |  |

| 13 tháng 3 năm 2016 | EsPa                                       | v (s.h.p.) | FC Haka                                                                         | Espoo                                                                   |  |
| 16:00 (EET)         | Pirhonen 32' · P.V.Korhonen 43' · Ngum 86' | Chi tiết   | Fowler 11' · Mäkelä 83', 120' (ph.đ.) · Mäenpää 84' · Intala 101' · Mbachu 118' | Sân vận động: Matinkylä TN Lượng khán giả: 445 Trọng tài: Peiman Simani |  |

| 13 tháng 3 năm 2016 | LoPa | v        | Honka                                         | Lohja                                                                        |  |
| 18:45 (EET)         |      | Chi tiết | Jouini 54', 78', 85' · Melo 62' · N'Sombo 90' | Sân vận động: Kisakallio TN Lượng khán giả: 189 Trọng tài: Tuukka Hannukkala |  |

| 13 tháng 3 năm 2016 | Töölön Vesa | v        | Legirus Inter                                             | Helsinki                                                              |  |
| 20:00 (EET)         |             | Chi tiết | Chidi 19', 87' · Ojeda 23' · Cózar 54', 77' · Halonen 79' | Sân vận động: Tali halli TN Lượng khán giả: 50 Trọng tài: Oscar Tuomi |  |

| 18 tháng 3 năm 2016 | KTP         | v (s.h.p.) | PK-35 Vantaa                 | Kotka                                                                         |  |
| 18:30 (EET)         | Ikävalko 6' | Chi tiết   | Kaufmann 13' · Heimonen 114' | Sân vận động: Arto Tolsa Areena Lượng khán giả: 365 Trọng tài: Jussi Vainikka |  |

| 18 tháng 3 năm 2016 | MP | v        | KuPS                                        | Mikkeli                                                                 |  |
| 18:30 (EET)         |    | Chi tiết | Alaharjula 48' · Mahanen 75' · Egwuekwe 78' | Sân vận động: Urpola TN Lượng khán giả: 387 Trọng tài: Mikko Matilainen |  |

| 19 tháng 3 năm 2016           | Kiisto        | v (s.h.p.) (3–5 p)                             | Hercules                            | Kokkola                                              |  |
| 14:00 (EET)                   | Lombo 4', 72' | Chi tiết                                       | Ogbuefi 21' (ph.đ.) · Haapala 90+6' | Sân vận động: Botniahalli Trọng tài: Rasmus Hietanen |  |
|                               |               | Loạt sút luân lưu                              |                                     |                                                      |  |
| Lombo · Karri · Inki · Takala |               | Haapala · Suomela · Tapio · Ogbuefi · Karhunen |                                     |                                                      |  |

| 19 tháng 3 năm 2016 | TPV         | v        | EIF | Tampere                                                                       |  |
| 16:30 (EET)         | Kiiveri 41' | Chi tiết |     | Sân vận động: Pirkkahalli C Lượng khán giả: 295 Trọng tài: Veli-Matti Kanerva |  |

| 19 tháng 3 năm 2016 | TP-47 | v        | KPV                                           | Tornio                                                                 |  |
| 20:00 (EET)         |       | Chi tiết | Luokkala 39' · Sirbiladze 51' · Palosaari 72' | Sân vận động: Junkohalli TN Lượng khán giả: 124 Trọng tài: Sami Väntti |  |

## Vòng Năm
32 đội played in the Vòng Năm.
| 19 tháng 3 năm 2016 | Honka Academy | v        | HJK                             | Espoo                                                                                |  |
| 14:00 (EET)         | Pehlivan 89'  | Chi tiết | Jalasto 35', 85' · Forssell 51' | Sân vận động: Tapiolan Urheilupuisto Lượng khán giả: 240 Trọng tài: Joonas Kovapohja |  |

| 19 tháng 3 năm 2016 | FF Jaro | v        | VPS                        | Jakobstad                                                               |  |
| 15:15 (EET)         |         | Chi tiết | Vahtera 56' · Tamminen 65' | Sân vận động: Tellushallen Lượng khán giả: 641 Trọng tài: Mikko Lehtola |  |

| 20 tháng 3 năm 2016 | AC Kajaani                                       | v        | P-Iirot | Kajaani                                                                    |  |
| 18:30 (EET)         | Ibiyomi 26', 36' · Hajizadeh 65' · Heikkinen 80' | Chi tiết |         | Sân vận động: Kajaanin Pallohalli Lượng khán giả: 82 Trọng tài: Matti Roth |  |

| 22 tháng 3 năm 2016 | KäPa | v        | Inter Turku      | Helsinki                                       |  |
| 18:30 (EET)         |      | Chi tiết | Källman 57', 61' | Sân vận động: Oulunkylä TN Lượng khán giả: 231 |  |

| 23 tháng 3 năm 2016                                                    | Honka                                                  | v (s.h.p.) (6–5 p)                                                      | TPS                                              | Espoo                                          |  |
| 19:00 (EET)                                                            | Perovuo 16' · Otaru 68' · Jouini 90+3' · Weckström 93' | Chi tiết                                                                | Virtanen 27', 30' · Blomqvist 83' · Hyyrynen 98' | Sân vận động: Esport Arena Lượng khán giả: 250 |  |
|                                                                        |                                                        | Loạt sút luân lưu                                                       |                                                  |                                                |  |
| Perovuo · Jean Carlo · Uimaniemi · Weckström · Ivanov · Jouini · Otaru |                                                        | Virtanen · Rähmönen · Sjöroos · Hyyrynen · Mettälä · Kinnunen · Friberg |                                                  |                                                |  |

| 24 tháng 3 năm 2016 | JJK                                                      | v        | JIPPO        | Jyväskylä                                                                |  |
| 18:30 (EET)         | Itkonen 11' · Markkula 24' (ph.đ.) · Abahassine 41', 48' | Chi tiết | Makkonen 26' | Sân vận động: Vehkalampi Lượng khán giả: 110 Trọng tài: Ville Nevalainen |  |

| 26 tháng 3 năm 2016 | PK-35 Vantaa                | v (s.h.p.) | HIFK         | Vantaa                                             |  |
| 13:00 (EET)         | Couñago 45' · Kaufmann 114' | Chi tiết   | Jurvainen 9' | Sân vận động: Myyrmäki Stadion Lượng khán giả: 650 |  |

| 26 tháng 3 năm 2016 | Legirus Inter | v (s.h.p.) | IFK Mariehamn                                | Vantaa                                        |  |
| 15:00 (EET)         | Chidi 59'     | Chi tiết   | Sid 90+6' · Kangaskolkka 105' · da Cruz 119' | Sân vận động: Kalmuuri TN Lượng khán giả: 289 |  |

| 29 tháng 3 năm 2016 | Hercules | v        | RoPS                                                                                | Oulu                                                        |  |
| 18:30 (EEST)        |          | Chi tiết | Taylor 5' · Kokko 11', 13', 29' · John 58' · Jammeh 74' · Nganbe 80' · Heikkilä 85' | Sân vận động: Heinäpään jalkapallohalli Lượng khán giả: 350 |  |

| 30 tháng 3 năm 2016 | Lahti Akatemia                  | v (s.h.p.) | JäPS                                             | Lahti                                         |  |
| 18:30 (EEST)        | Saastamoinen 40' · Salimäki 99' | Chi tiết   | Norring 86' · Lähde 111' · Tuuliainen 113', 120' | Sân vận động: Vierumäki TN Lượng khán giả: 87 |  |

| 1 tháng 4 năm 2016                                   | FC Haka | v (s.h.p.) (5–4 p)                                           | FC Ilves | Valkeakoski                                                                 |  |
| 18:00 (EEST)                                         |         | Chi tiết                                                     |          | Sân vận động: Tehtaan kenttä Lượng khán giả: 1,163 Trọng tài: Dennis Antamo |  |
|                                                      |         | Loạt sút luân lưu                                            |          |                                                                             |  |
| James · Mäenpää · Popovitch · Tabe · Mbachu · Intala |         | Reuben · Hynynen · Ala-Myllymäki · Korte · Lahtinen · Hilska |          |                                                                             |  |

| 1 tháng 4 năm 2016 | Atletico Malmi | v        | FC Lahti                                                                          | Helsinki                                       |  |
| 20:00 (EEST)       |                | Chi tiết | Paananen 9' · Hauhia 22' · Shala 32' · Tuominen 34' · Multanen 70' · Kuningas 87' | Sân vận động: Oulunkylä TN Lượng khán giả: 456 |  |

| 2 tháng 4 năm 2016 | FC Jazz                   | v        | Närpes Kraft | Pori                                                    |  |
| 13:15 (EEST)       | Lehtonen 32' · Välilä 74' | Chi tiết | Sanchez 8'   | Sân vận động: Pori Urheilukeskus TN Lượng khán giả: 153 |  |

| 2 tháng 4 năm 2016 | MuSa | v        | KPV                                                                 | Pori                                                    |  |
| 16:00 (EEST)       |      | Chi tiết | Myntti 10' · Banner 19' · Tshibasu 55' · Ceesay 68' · Palosaari 81' | Sân vận động: Pori Urheilukeskus TN Lượng khán giả: 187 |  |

| 5 tháng 4 năm 2016                                       | PS Kemi   | v (s.h.p.) (4–5 p)                                     | SJK        | Kemi                                                  |  |
| 17:00 (EEST)                                             | Ions 116' | Chi tiết                                               | Riski 118' | Sân vận động: CitySport Areena TN Lượng khán giả: 401 |  |
|                                                          |           | Loạt sút luân lưu                                      |            |                                                       |  |
| Jovović · Eissele · Räihä · Ions · Veteli · Turpeenniemi |           | Eremenko · Riski · Aalto · Klinga · Laaksonen · Rahimi |            |                                                       |  |

| 5 tháng 4 năm 2016 | TPV                       | v (s.h.p.) | KuPS                                          | Tampere                                    |  |
| 19:00 (EEST)       | Korsunov 28' · Näykki 77' | Chi tiết   | Rannankari 55' · Hakola 87' · Savolainen 105' | Sân vận động: Pyynikki Lượng khán giả: 539 |  |

## Vòng Sáu
16 đội tham dự vòng sáu.
| 19 tháng 4 năm 2016                       | JJK                            | v (s.h.p.) (1–3 p)                     | FC Jazz                        | Jyväskylä                                    |  |
| 17:00 (EEST)                              | Tapaninen 62' · Suoraniemi 71' | Chi tiết                               | Riihimäki 78' · Nurminen 90+1' | Sân vận động: Viitaniemi Lượng khán giả: 355 |  |
|                                           |                                | Loạt sút luân lưu                      |                                |                                              |  |
| Tapaninen · Leppänen · Järvinen · Kohonen |                                | Riihimäki · Leskelä · Sánchez · Mäkelä |                                |                                              |  |

| 19 tháng 4 năm 2016 | KPV           | v (s.h.p.) | Honka               | Kokkola                                     |  |
| 17:30 (EEST)        | Myllymäki 48' | Chi tiết   | Huhtala 90+6', 102' | Sân vận động: Santahaka Lượng khán giả: 419 |  |

| 20 tháng 4 năm 2016 | FC Haka                                | v        | RoPS      | Valkeakoski                                      |  |
| 17:30 (EEST)        | Ahonen 41' · Järvi 70', 75' · Dudu 84' | Chi tiết | Kokko 66' | Sân vận động: Tehtaan kenttä Lượng khán giả: 788 |  |

| 21 tháng 4 năm 2016 | VPS        | v        | SJK               | Vaasa                     |  |
| 18:15 (EEST)        | Hertsi 36' | Chi tiết | Ngueukam 26', 58' | Sân vận động: Botniahalli |  |

| 21 tháng 4 năm 2016 | AC Kajaani  | v (s.h.p.) | HJK                                                                     | Kajaani                                                     |  |
| 18:30 (EEST)        | Ibiyomi 79' | Chi tiết   | Morelos 71', 116' · Väisänen 94' · Ylätupa 111' · Forssell 114' (ph.đ.) | Sân vận động: Kajaanin liikuntapuisto Lượng khán giả: 1,172 |  |

| 21 tháng 4 năm 2016 | IFK Mariehamn | v (s.h.p.) | FC Lahti                     | Mariehamn                                              |  |
| 18:30 (EEST)        | Orgill 15'    | Chi tiết   | Multanen 32' · Hostikka 102' | Sân vận động: Wiklöf Holding Arena Lượng khán giả: 840 |  |

| 21 tháng 4 năm 2016 | Inter Turku | v        | PK-35 Vantaa                           | Turku                                             |  |
| 18:30 (EEST)        |             | Chi tiết | Ömer 7', 32' · Mateo 16' · Couñago 70' | Sân vận động: Veritas Stadion Lượng khán giả: 645 |  |

| 21 tháng 4 năm 2016 | JäPS | v        | KuPS           | Järvenpää                                       |  |
| 18:30 (EEST)        |      | Chi tiết | Savolainen 80' | Sân vận động: Koivusaari TN Lượng khán giả: 750 |  |

## Tứ kết
| 15 tháng 6 năm 2016 | FC Haka                  | v        | Honka          | Valkeakoski                                      |  |
| 18:30 (EEST)        | Rantanen 33' · Järvi 58' | Chi tiết | Jean Carlo 76' | Sân vận động: Tehtaan kenttä Lượng khán giả: 992 |  |

| 15 tháng 6 năm 2016 | FC Jazz | v        | FC Lahti  | Pori                                           |  |
| 18:30 (EEST)        |         | Chi tiết | Sadat 82' | Sân vận động: Pori Stadion Lượng khán giả: 881 |  |

| 15 tháng 6 năm 2016 | PK-35 Vantaa | v        | SJK                                         | Vantaa                                             |  |
| 18:30 (EEST)        | Kuqi 21'     | Chi tiết | Penninkangas 17' · Riski 24' · Ngueukam 90' | Sân vận động: Myyrmäki Stadion Lượng khán giả: 689 |  |

| 15 tháng 6 năm 2016 | KuPS       | v        | HJK                                             | Kuopio                                            |  |
| 18:30 (EEST)        | Salami 78' | Chi tiết | Kolehmainen 40' · Morelos 53', 73', 85' (ph.đ.) | Sân vận động: Väinölänniemi Lượng khán giả: 3,673 |  |

## Bán kết
| 23 tháng 6 năm 2016 | FC Haka  | v        | SJK                                                                                 | Valkeakoski                                                                 |  |
| 18:30 (EEST)        | Dudu 67' | Chi tiết | Tahvanainen 13' · Ngueukam 26' · Riski 33' · Hradecky 54' · Rahimi 75' · Klinga 88' | Sân vận động: Tehtaan kenttä Lượng khán giả: 1,265 Trọng tài: Antti Munukka |  |

| 23 tháng 6 năm 2016 | FC Lahti | v        | HJK                                   | Lahti                                                                              |  |
| 18:30 (EEST)        |          | Chi tiết | Morelos 33' · Malolo 62' · Tanaka 79' | Sân vận động: Sân vận động Lahti Lượng khán giả: 1,238 Trọng tài: Ville Nevalainen |  |

## Chung kết
| 24 tháng 9 năm 2016                                                          | SJK       | v (7–6 p)                                                                         | HJK         | Tampere                                                                          |  |
| 15:30 (EEST)                                                                 | Riski 74' | Chi tiết                                                                          | Morelos 49' | Sân vận động: Sân vận động Ratina Lượng khán giả: 2,000 Trọng tài: Jari Järvinen |  |
|                                                                              |           | Loạt sút luân lưu                                                                 |             |                                                                                  |  |
| Lehtinen · Vales · Hurme · Aimar · Laaksonen · Tuco · Penninkangas · Hetemaj |           | Forssell · Pelvas · Morelos · Rafinha · Tatomirović · Dahlström · Annan · Jalasto |             |                                                                                  |  |

## Danh sách cầu thủ ghi bàn
Tính đến trận đấu diễn ra ngày 21 tháng 4 năm 2016
7 bàn:
| - Juho Patola - P-Iirot |

6 bàn:
| - Alfredo Morelos - HJK | - Jussi Länsimaa - HJS Academy |  |

5 bàn:
| - Michael Ibiyomi - AC Kajaani |

4 bàn:
| - Aleksi Hollmen - EPS - Mikko Jalonen - EPS - Karim Jouini - Honka - Didis Lutumba-Pitah - Honka Academy | - Jasin Abahassine - JJK - Maales Lombo - Kiisto - Robin Saastamoinen - Lahti Akatemia - Petteri Heikkilä - Legirus Inter | - Pietari Palomäki - RiPS - Aleksandr Kokko - RoPS - Ariel Ngueukam - SJK |

3 bàn:
| - Jesse Ketonen - Atletico Malmi - Eero Forsen - Gnistan/Ogeli - Topi Järvi - Haka - Otto-Pekka Jurvainen - HIFK - Anton Londono - Honka Academy - Niklas Blomqvist - HooGee/2 / TPS | - Niko Ruotsalainen - Kasiysi Rocky - Marko Hyvönen - Lahti Akatemia - Nando Cózar - Legirus Inter - Agustin Ojeda - Legirus Inter - Samuel Chidi - Legirus Inter - Mikko Ruokonen - LoPa | - Joni Murtomaa - NJS - Julie Joakim - NuPS - Lanne Ossian - NuPS - Jari Koivulahti - NuPS - Billy Ions - PS Kemi - Roope Riski - SJK |

2 bàn:
| - Ali Hajizadeh - AC Kajaani - Haarala Jukka - Atletico Malmi - Matias Pitkänen - Gnistan/Ogeli - Marko Selin - Gnistan/Ogeli - Joni Mäkelä - Haka - Dudu Omagbemi - Haka - Joni Kivelä - Harjun Potku - Jonni Thusberg - Härmä - Joni Korhonen - HIFK - Ville Jalasto - HJK - Mikael Forssell - HJK - Juuso Huhtapelto - HJS Academy - Onni Puhalainen - Honka Academy - Toni Maarno - Honka Academy - Rony Huhtala - Honka - Antto Hilska - Ilves - Solomon Duah - Inter Turku - Benjamin Källman - Inter Turku - Jukka Suhonen - Janakkalan - Osku Partonen - JäPS - Joni Norring - JäPS | - Juho Tuuliainen - JäPS - Jussi Välilä - Jazz - Waltteri Riihimäki - Jazz - Nico Särkiniemi - JBK - Joakim Häggblom - JBK - Eetu Koistinen - JIPPO - Elias Tolvanen - JIPPO - Hans Ekroos - JoPS - Aleksander Akbar - KäPa - Markus Tukiainen - Kontu - Jari Lappalainen - Korso United - Eero Johansson - Korso United - Kim Palosaari - KPV - Isaac Inkilä - KUMU Edustus - Saku Savolainen - KuPS - Kalle Multanen - Lahti - Jegor Pauk - Legirus Inter - Zakaria Kibona - Legirus Inter - Eino Kilpeläinen - NJS - Viktor Limnell - NuPS - Ilkka Pyyhtiä - NuPS | - Mikael Lundsten - NuPS - Niklas Kuusio - P-Iirot - Joonas Ojanen - P-Iirot - Mikko Valtanen - P-Iirot - Oso Syväoja - PEF - Elmeri Oksanen - PEKA - Tomi Räikkönen - Peltirumpu - Lucas Kaufmann - PK-35 Vantaa - Masar Ömer - PK-35 Vantaa - Riku Eskolin - RiPS - Levi Saikkonen - RiPS - Jani Masalin - SC Wolves - Jyri Brunou - SibboV - Mikael Muurimäki - SJK-j Apollo - Ali Koljonen - Tampere United - Lauri Saari - Tampere United - Mikko Viitajylhä - Tervarit-j/JuPa - Samuli Leppänen - Töölön Vesa - Oliver Reitala - ToTe - Jani Tapani Virtanen - TPS |

1 bàn:
| - Timo Heikkinen - AC Kajaani - Edijs Joksts - AC Kajaani - Jordi Lahnalakso - AC Kajaani - Rezgar Amani - Åland - Mikko Huupponen - Atletico Malmi - Jonne Ketonen - Atletico Malmi - Henri Mattsson - Atletico Malmi - Akan Okomoh - Atletico Malmi - Antti Säynätkari - Atletico Malmi - Mika Tenkanen - Atletico Malmi - Soran Enayati - Aztecas - Pontus Lindroos - Boda - Philip Enckell - CLE - Juuso Palmroos - EPS - Ali Barkat - EPS - Matti Pirhonen - EsPa - Pyry-Ville Korhonen - EsPa - Modou Ngum - EsPa - David Carlsson - GBK - Joonas Tuomi - Gnistan/Ogeli - Tuukka Laitinen - Gnistan/Ogeli - Esko Häyrynen - Gnistan 2 - Rami Murto - Gnistan 2 - Cheyne Fowler - Haka - Niilo Mäenpää - Haka - Jere Intala - Haka - Emenike Mbachu - Haka - Jesse Ahonen - Haka - Jaakko Rantanen - Haka - Atte Ekholm - Härmä - Juuso Lindroos - Härmä - Tatu Mäkelä - Härmä - Ersin Ramadani - Härmä - Eero Peltonen - HIFK - Ville Salmikivi - HIFK - Jukka Aakko - HIFK/4 - Obed Malolo - HJK - Leo Väisänen - HJK - Saku Ylätupa - HJK - Toni Kolehmainen - HJK - Atomu Tanaka - HJK - Markus Grönlund - HJK/Lsalo - Jere Suomalainen - HJS Academy - Filipe Mello - Honka - Calvin N'Sombo - Honka - Joel Perovuo - Honka - Niki Otaru - Honka - John Weckström - Honka - Jean Carlo - Honka - Jonne Innala - Honka Academy - Aleksi Jokela - Honka Academy - Konsta Karppinen - Honka Academy - Sebastian Lindfors - Honka Academy - Eero Hirvonen - Honka Academy - Kasperi Nieminen - Honka Academy - Adam Yassin - Honka Academy - Simo Räsänen - Honka Academy - Efe Pehlivan - Honka Academy - Robert Lindfors - HooGee - Mikael Huttunen - HooGee - Tim Basili - HPS - Joonas Lehtinen - I-HK - Mikko Maaranen - I-HK - Tony Tallqvist - I-HK - Robin Sid - IFK Mariehamn - Dever Orgill - IFK Mariehamn - Aleksei Kangaskolkka - IFK Mariehamn - Bobbie Friberg da Cruz - IFK Mariehamn - Topias Järvelä - Ilves 2 - Jussi Nummela - Ilves 2 - Konsta Raittinen - Ilves 2 - Guy Gnabouyou - Inter Turku - Juho Salminen - Inter Turku - Felix Nykopp - HooGee - Sergei Eremenko - Jaro - Josue Soto - Jaro - Alvarado Morín - Jaro - Matias Koskinen - Jazz - Juho Lehtonen - Jazz - Aleksi Nurminen - Jazz - Joni Remesaho - JBK | - Singh Sumit - JBK - Kristoffer Knuts - JBK - Viktor Strömbäck - JBK - Tommi Miettinen - JFC - Johannes Mokhông cón - JIPPO - Antti Kuosmanen - JIPPO - Miika Vainikainen - JIPPO - Teemu Hallikainen - JIPPO - Topi Sormunen - JIPPO - Joona Pussinen - JIPPO - Aapo Makkonen - JIPPO - Mikko Ala-Porkkunen - JJK - Topias Tammelin - JJK - Iiro Järvinen - JJK - Matti Lähitie - JJK - Mikko Manninen - JJK - Toni Tahvanainen - JJK - Joona Itkonen - JJK - Niko Markkula - JJK - Antto Tapaninen - JJK - Samu Suoraniemi - JJK - Jarno Ruisniemi - JoPS - Tuomas Kortelainen - JoPS - Jerome Ogbuefi - JS Hercules - Arttu Haapala - JS Hercules - Sampsa Mäkinen - KäPa - Tommi Tainio - KäPa - Antti Arvola - Kasiysi Rocky - Jani Sundström - KelA - Ahmadi Ruin - Kiisto - Conny Nyman - Kiisto - Mikko Joensuu - Kiisto - Simo Miettinen - Kontu - Teemu Ilola - Kontu - Evgeni Tolppa - Kontu - Arto Kuoremäki - Korso United - Samuli Hopia - Korso United - Riku Savolainen - Korso United - Aleksi Hämäläinen - KPS - Joni Kivinen - KPS - Ville Luokkala - KPV - Irakli Sirbiladze - KPV - Henri Myntti - KPV - Mike Banner - KPV - Washilly Tshibasu - KPV - Yankuba Ceesay - KPV - Joonas Myllymäki - KPV - Niko Ikävalko - KTP - Milo Behm - KUMU Edustus - Iisak Inkilä - KUMU Edustus - Jere Mäkinen - KUMU Edustus - Mikko Piirala - KUMU Edustus - Tomi Räsänen - Kuopion Elo - Pekka Pentikäinen - Kuopion Elo - Patrik Alaharjula - KuPS - Jani Mahanen - KuPS - Azubuike Egwuekwe - KuPS - Tuomas Rannankari - KuPS - Juha Hakola - KuPS - Gbolahan Salami - KuPS - Aleksi Paananen - Lahti - Mikko Hauhia - Lahti - Drilon Shala - Lahti - Jasse Tuominen - Lahti - Mikko Kuningas - Lahti - Santeri Hostikka - Lahti - Fareed Sadat - Lahti - Jens Tanskanen - Lahti Akatemia - Burhan Sadik - Lahti Akatemia - Onuray Köse - Lahti Akatemia - Samuel Mahlamäki Camacho - Lahti Akatemia - Mikael Salimäki - Lahti Akatemia - Topias Hänninen - LPS - Riku-Pekka Huhanantti - LPS - Topi Rihtniemi - LPS - Samuli Laitila - LPS - Saman Safiyari - Legirus Inter - Manel Subirats - Legirus Inter - Mikko Halonen - Legirus Inter - Santeri Harja - LoPa - Miika Talvasto - LoPa | - Joonas Vuorela - LoPa - Niko Vainionpää - MuSa - Miika-Samuel Rostedt - MuSa - Juuso Havia - MynPa - Tom Termaat - MynPa - Joonas Kivilä - MynPa - Miikka Sainio - MynPa - Šemsudin Mujkić - Närpes Kraft - Jonas Granfors - Närpes Kraft - Jossimar Sanchez - Närpes Kraft - Joonas Järvenpää - NJS - Nikke Jussila - NJS/2 - Pol Deng - OTP - Josey Dziadulewicz - OTP - Rony Knape - OTP - Ville Vanhatalo - FC Pato - Miika Pertola - P-Iirot - Vasile Marchiș - P-Iirot - Niko Ahola - PEF - Mikko Hyötylä - PEF - Salmio Salonico - Peimari UTD - Juho Nykänen - PEKA - Jani Liski - PEKA - Arame Mudahemuka - PEKA - Toni Raanti - PEKA - Ferdi Balkiran - PEKA - Jommi Pätäri - Pelikaani - tháng Bacus Heimonen - PK-35 Vantaa - Mateo - PK-35 Vantaa - Pablo Couñago - PK-35 Vantaa - Yerai Couñago - PK-35 Vantaa - Njazi Kuqi - PK-35 Vantaa - Samuel Olander - PKKU - Joona Kemppainen - PPJ - Kimmo Koivisto - PPJ - Saša Jovović - PS Kemi - Hertell Valtteri - RiPS - Joni Parjanen - RiPS - Robert Taylor - RoPS - Will John - RoPS - Abdou Jammeh - RoPS - Jean Fridolin Nganbe - RoPS - Aapo Heikkilä - RoPS - Riku Välikangas - Sääripotku - Henry Söderlund - SIF - Thomas Karv - SIF - Matej Hradecky - SJK - Matti Klinga - SJK - Teemu Penninkangas - SJK - Youness Rahimi - SJK - Timo Tahvanainen - SJK - Tuomas Nikupeteri - SJK-j Apollo - Klaus Nevalainen - SC Riverball - Eero Naakka - SC Riverball - Joel Hilden - SC Wolves - Jiri Vainio - SC Wolves - Pavel Tiusanen - SUMU/Sob - Soje Efe Bright - SUMU-77 - Tuomas Lehti - Tampere United - Tuomas Alanen - Tampere United - Lauri Lilleberg - Tervarit-j/JuPa - Janne Komulainen - Tervarit-j/JuPa - Jonni Rahko - Töölön Vesa - Atte Malmström - Töölön Vesa - Akseli Lehtonen - ToTe - Ville Komu - ToTe - Felix Lindfors - ToTe - Riku Sjöroos - TPS - Sami Rähmönen - TPS - Ilari Mettälä - TPS - Mikko Hyyrynen - TPS - Timo Lekkermäki - TP-T - Lari Hakanen - TP-T - Niko Kiiveri - TPV - Sergei Korsunov - TPV - Paavo Näykki - TPV - Jani Nygård - TuPS - Markus Närhi - TuPS - Joonas Vahtera - VPS - Eero Tamminen - VPS - Loorents Hertsi - VPS |

Phản lưới nhà:
| - LehPa -77 (28 tháng 1 năm 2016 vs Kuopion Elo) - Jommi Pätäri Pelikaani (6 tháng 2 năm 2016 vs Korso United) | - TuPS (28 tháng 1 năm 2016 vs Legirus Inter) | - TuPS (28 tháng 1 năm 2016 vs Legirus Inter) |